# Bahnstrecke Hamm–Minden
| Stammstrecke Köln–Minden in Dunkelrot |                                                                   |                                                 |                                                 |
| Streckennummer (DB): | 1700 (Personenverkehr) 2990 (Güterverkehr)                        |                                                 |                                                 |
| Kursbuchstrecke (DB): | 400 (Hamm–Bielefeld) 370 (Bielefeld–Minden)                       |                                                 |                                                 |
| Kursbuchstrecke: | 193 (1934) 214 (1946) 222a, 222h (Bielefeld Hbf – Brackwede 1946) |                                                 |                                                 |
| Streckenlänge: | 112 km                                                            |                                                 |                                                 |
| Spurweite: | 1435 mm (Normalspur)                                              |                                                 |                                                 |
| Streckenklasse: | D4                                                                |                                                 |                                                 |
| Stromsystem: | 15 kV, 16,7 Hz ~                                                  |                                                 |                                                 |
| Streckengeschwindigkeit: | 200 bzw. 160 km/h                                                 |                                                 |                                                 |
| Zugbeeinflussung: | PZB, LZB                                                          |                                                 |                                                 |
| Zweigleisigkeit: | durchgehend                                                       |                                                 |                                                 |
| |                                                                   |                                                 |                                                 |
| \| \| \| Hauptstrecke von Hannover \| \| \| \| \| von Nienburg \| \| \| \| \| Mindener Kreisbahn \| \| \| \| 63,0 \| Minden (Westf) Gbf ⊙ \| Minden (Westf) Gbf ⊙ \| \| \| 64,4 \| Minden (Westf) (Inselbahnhof) ⊙ \| Minden (Westf) (Inselbahnhof) ⊙ \| \| \| 67,6 \| Porta Po (Abzw) ⊙ \| Porta Po (Abzw) ⊙ \| \| \| \| ehem. Stichstrecke von/nach Häverstädt \| \| \| \| 68,5 \| Porta Westfalica (Gbf) ⊙ \| Porta Westfalica (Gbf) ⊙ \| \| \| 69,1 \| Porta Westfalica Üst ⊙ \| Porta Westfalica Üst ⊙ \| \| \| 69,9 \| Porta Westfalica Hp ⊙ \| Porta Westfalica Hp ⊙ \| \| \| 73,9 \| Vennebeck ⊙ \| Vennebeck ⊙ \| \| \| \| Weser ⊙ \| \| \| \| 77,3 \| Bad Oeynhausen Gbf Abzw \| Bad Oeynhausen Gbf Abzw \| \| \| 78,2 \| Bad Oeynhausen Gbf ⊙ \| Bad Oeynhausen Gbf ⊙ \| \| \| 79,5 \| Bad Oeynhausen ⊙ \| Bad Oeynhausen ⊙ \| \| \| 82,1 \| Gohfeld ⊙ \| Gohfeld ⊙ \| \| \| \| Weserbahn von Hameln ⊙ \| \| \| \| 85,3 \| Löhne (Westf) Pbf ⊙ \| Löhne (Westf) Pbf ⊙ \| \| \| 86,8 \| Löhne (Westf) Gbf ⊙ \| Löhne (Westf) Gbf ⊙ \| \| \| \| Hannoversche Westbahn nach Rheine ⊙ \| \| \| \| \| von Kirchlengern \| \| \| \| (91,8) \| Hiddenhausen-Schweicheln ⊙ \| Hiddenhausen-Schweicheln ⊙ \| \| \| 95,6 \| Herford ⊙ \| Herford ⊙ \| \| \| \| nach Detmold ⊙ \| \| \| \| 98,0 \| Diebrock (Anst) ⊙ \| Diebrock (Anst) ⊙ \| \| \| 102,6 \| Brake (b Bielefeld) ⊙ \| Brake (b Bielefeld) ⊙ \| \| \| \| Schildescher Viadukt ⊙ \| \| \| \| 108,1 \| Bielefeld Hbf Vorbahnhof ⊙ \| Bielefeld Hbf Vorbahnhof ⊙ \| \| \| \| Begatalbahn von Lemgo ⊙ \| \| \| \| 109,5 \| Bielefeld Hbf Pbf ⊙ \| Bielefeld Hbf Pbf ⊙ \| \| \| 112,7 \| Brackwede Gbf ⊙ \| Brackwede Gbf ⊙ \| \| \| \| \| \| \| \| 112.6+300112.8+092 \| Überlänge 8,00 m \| Überlänge 8,00 m \| \| \| \| \| \| \| \| 113,8 \| Brackwede ⊙ \| Brackwede ⊙ \| \| \| \| Haller Willem nach Osnabrück ⊙ \| \| \| \| \| Sennebahn nach Paderborn ⊙ \| \| \| \| 118,9 \| Ummeln ⊙ \| Ummeln ⊙ \| \| \| 121,7 \| Isselhorst-Avenwedde Anst ⊙ \| Isselhorst-Avenwedde Anst ⊙ \| \| \| 121,8 \| Isselhorst-Avenwedde ⊙ \| Isselhorst-Avenwedde ⊙ \| \| \| \| Überwerfungsbauwerk Avenwedde ⊙ \| \| \| \| \| \| \| \| \| \| Ibbenbüren–Hövelhof ⊙ \| \| \| \| \| Verbindungskurve nach Gütersloh Nord ⊙ \| \| \| \| 126,9 \| Gütersloh Hbf ⊙ \| Gütersloh Hbf ⊙ \| \| \| \| ehem. Rhedaer Bahn von Lippstadt ⊙ \| \| \| \| 135,8 \| Rheda-Wiedenbrück ⊙ \| Rheda-Wiedenbrück ⊙ \| \| \| \| Warendorfer Bahn nach Münster⊙ \| \| \| \| 146,2 \| Oelde ⊙ \| Oelde ⊙ \| \| \| \| von Ennigerloh \| \| \| \| 155,1 \| Neubeckum ⊙ \| Neubeckum ⊙ \| \| \| \| nach Münster \| \| \| \| \| nach Beckum \| \| \| \| 155,9 \| Neubeckum Gbf \| Neubeckum Gbf \| \| \| 159,4 \| Vorhelm (PV bis Mai 1988) \| Vorhelm (PV bis Mai 1988) \| \| \| 162,5 \| Ahlen (Westf) Gbf \| Ahlen (Westf) Gbf \| \| \| 165,1 \| Ahlen (Westf) (Notbahnsteig auf Güterstrecke) ⊙ \| Ahlen (Westf) (Notbahnsteig auf Güterstrecke) ⊙ \| \| \| \| Überwerfungsbauwerk Ahlen ⊙ \| \| \| \| \| \| \| \| \| 172,3 \| Heessen Hp ⊙ \| Heessen Hp ⊙ \| \| \| 173,9 \| Heessen (ehem. PV) \| Heessen (ehem. PV) \| \| \| \| von Münster, Hamm Feldmark (Abzw) \| \| \| \| \| \| \| \| \| \| Lippe, Datteln-Hamm-Kanal \| \| \| \| 176,4 \| Hamm (Westf) Pbf ⊙ \| Hamm (Westf) Pbf ⊙ \| \| \| 176,8 \| Hamm (Westf) Rbf Hvn (Abzw) \| Hamm (Westf) Rbf Hvn (Abzw) \| \| \| \| nach Warburg \| \| \| \| \| nach Hagen \| \| \| \| \| zur Strecke nach Warburg (Hamm Gallberg, Abzw) \| \| \| \| \| Hamm (Westf) Rbf \| \| \| \| \| Güterstrecke nach Oberhausen-Osterfeld \| \| \| \| \| Selmig Abzw \| \| \| \| \| zur Strecke nach Hagen (Bönen Autobahn, Abzw) \| \| \| \| \| Hauptstrecke nach Dortmund \| \| \| \| \| \| \| \| Quellen: [1][2][3] \| \| \| \| |                                                                   |                                                 |                                                 |
| Strecke |                                                                   | Hauptstrecke von Hannover                       | Hauptstrecke von Hannover                       |
| Strecke von rechts · Strecke |                                                                   | von Nienburg                                    | von Nienburg                                    |
| Kreuzung geradeaus unten · Kreuzung geradeaus unten |                                                                   | Mindener Kreisbahn                              | Mindener Kreisbahn                              |
| Dienststation / Betriebs- oder Güterbahnhof · Dienststation / Betriebs- oder Güterbahnhof | 63,0                                                              | Minden (Westf) Gbf ⊙                            | Minden (Westf) Gbf ⊙                            |
| Bahnhof · S-Bahnhof | 64,4                                                              | Minden (Westf) (Inselbahnhof) ⊙                 | Minden (Westf) (Inselbahnhof) ⊙                 |
| Strecke · ehemalige Blockstelle | 67,6                                                              | Porta Po (Abzw) ⊙                               | Porta Po (Abzw) ⊙                               |
| Abzweig geradeaus und ehemals von rechts · Abzweig geradeaus und ehemals nach rechts |                                                                   | ehem. Stichstrecke von/nach Häverstädt          | ehem. Stichstrecke von/nach Häverstädt          |
| Dienststation / Betriebs- oder Güterbahnhof · ehemaliger Bahnhof | 68,5                                                              | Porta Westfalica (Gbf) ⊙                        | Porta Westfalica (Gbf) ⊙                        |
| ehemalige Überleitstelle / Spurwechsel · ehemalige Überleitstelle / Spurwechsel | 69,1                                                              | Porta Westfalica Üst ⊙                          | Porta Westfalica Üst ⊙                          |
| Strecke · Haltepunkt / Haltestelle | 69,9                                                              | Porta Westfalica Hp ⊙                           | Porta Westfalica Hp ⊙                           |
| Dienststation / Betriebs- oder Güterbahnhof · ehemaliger Bahnhof | 73,9                                                              | Vennebeck ⊙                                     | Vennebeck ⊙                                     |
| Brücke über Wasserlauf · Brücke über Wasserlauf |                                                                   | Weser ⊙                                         | Weser ⊙                                         |
| | 77,3                                                              | Bad Oeynhausen Gbf Abzw                         | Bad Oeynhausen Gbf Abzw                         |
| Dienststation / Betriebs- oder Güterbahnhof · ehemaliger Bahnhof | 78,2                                                              | Bad Oeynhausen Gbf ⊙                            | Bad Oeynhausen Gbf ⊙                            |
| Haltepunkt / Haltestelle · Haltepunkt / Haltestelle | 79,5                                                              | Bad Oeynhausen ⊙                                | Bad Oeynhausen ⊙                                |
| Dienststation / Betriebs- oder Güterbahnhof · ehemaliger Bahnhof | 82,1                                                              | Gohfeld ⊙                                       | Gohfeld ⊙                                       |
| Strecke · Abzweig geradeaus und von links |                                                                   | Weserbahn von Hameln ⊙                          | Weserbahn von Hameln ⊙                          |
| Bahnhof · Bahnhof | 85,3                                                              | Löhne (Westf) Pbf ⊙                             | Löhne (Westf) Pbf ⊙                             |
| Dienststation / Betriebs- oder Güterbahnhof · Dienststation / Betriebs- oder Güterbahnhof | 86,8                                                              | Löhne (Westf) Gbf ⊙                             | Löhne (Westf) Gbf ⊙                             |
| Kreuzung geradeaus oben und rechts · Abzweig geradeaus und nach rechts |                                                                   | Hannoversche Westbahn nach Rheine ⊙             | Hannoversche Westbahn nach Rheine ⊙             |
| Kreuzung geradeaus oben · Kreuzung geradeaus oben · Strecke von rechts |                                                                   | von Kirchlengern                                | von Kirchlengern                                |
| Strecke · Strecke · Haltepunkt / Haltestelle | (91,8)                                                            | Hiddenhausen-Schweicheln ⊙                      | Hiddenhausen-Schweicheln ⊙                      |
| Dienststation / Betriebs- oder Güterbahnhof · Bahnhof · Bahnhof | 95,6                                                              | Herford ⊙                                       | Herford ⊙                                       |
| Strecke · Strecke · Strecke nach links |                                                                   | nach Detmold ⊙                                  | nach Detmold ⊙                                  |
| Blockstelle · Strecke | 98,0                                                              | Diebrock (Anst) ⊙                               | Diebrock (Anst) ⊙                               |
| Dienststation / Betriebs- oder Güterbahnhof · Haltepunkt / Haltestelle | 102,6                                                             | Brake (b Bielefeld) ⊙                           | Brake (b Bielefeld) ⊙                           |
| Brücke · Brücke |                                                                   | Schildescher Viadukt ⊙                          | Schildescher Viadukt ⊙                          |
| Dienststation / Betriebs- oder Güterbahnhof · Strecke | 108,1                                                             | Bielefeld Hbf Vorbahnhof ⊙                      | Bielefeld Hbf Vorbahnhof ⊙                      |
| Strecke · Abzweig geradeaus und von links |                                                                   | Begatalbahn von Lemgo ⊙                         | Begatalbahn von Lemgo ⊙                         |
| Bahnhof · Bahnhof | 109,5                                                             | Bielefeld Hbf Pbf ⊙                             | Bielefeld Hbf Pbf ⊙                             |
| Dienststation / Betriebs- oder Güterbahnhof · Strecke | 112,7                                                             | Brackwede Gbf ⊙                                 | Brackwede Gbf ⊙                                 |
| |                                                                   |                                                 |                                                 |
| Kilometer-Wechsel · Strecke | 112.6+300112.8+092                                                | Überlänge 8,00 m                                | Überlänge 8,00 m                                |
| |                                                                   |                                                 |                                                 |
| Bahnhof · Bahnhof | 113,8                                                             | Brackwede ⊙                                     | Brackwede ⊙                                     |
| Abzweig geradeaus und nach rechts · Strecke |                                                                   | Haller Willem nach Osnabrück ⊙                  | Haller Willem nach Osnabrück ⊙                  |
| Abzweig geradeaus und nach links · Kreuzung geradeaus unten |                                                                   | Sennebahn nach Paderborn ⊙                      | Sennebahn nach Paderborn ⊙                      |
| Strecke · ehemaliger Haltepunkt / Haltestelle | 118,9                                                             | Ummeln ⊙                                        | Ummeln ⊙                                        |
| Blockstelle · Strecke | 121,7                                                             | Isselhorst-Avenwedde Anst ⊙                     | Isselhorst-Avenwedde Anst ⊙                     |
| Strecke · Haltepunkt / Haltestelle | 121,8                                                             | Isselhorst-Avenwedde ⊙                          | Isselhorst-Avenwedde ⊙                          |
| Strecke nach halblinks · Strecke nach halbrechts |                                                                   | Überwerfungsbauwerk Avenwedde ⊙                 | Überwerfungsbauwerk Avenwedde ⊙                 |
| Strecke von halblinks · Strecke von halbrechts |                                                                   |                                                 |                                                 |
| Kreuzung geradeaus oben · Kreuzung geradeaus oben |                                                                   | Ibbenbüren–Hövelhof ⊙                           | Ibbenbüren–Hövelhof ⊙                           |
| Strecke · Abzweig geradeaus und von links |                                                                   | Verbindungskurve nach Gütersloh Nord ⊙          | Verbindungskurve nach Gütersloh Nord ⊙          |
| Bahnhof · Dienststation / Betriebs- oder Güterbahnhof | 126,9                                                             | Gütersloh Hbf ⊙                                 | Gütersloh Hbf ⊙                                 |
| Strecke · Abzweig geradeaus und ehemals von links |                                                                   | ehem. Rhedaer Bahn von Lippstadt ⊙              | ehem. Rhedaer Bahn von Lippstadt ⊙              |
| Bahnhof · Bahnhof | 135,8                                                             | Rheda-Wiedenbrück ⊙                             | Rheda-Wiedenbrück ⊙                             |
| Kreuzung geradeaus oben · Abzweig geradeaus und nach rechts |                                                                   | Warendorfer Bahn nach Münster⊙                  | Warendorfer Bahn nach Münster⊙                  |
| Bahnhof · Dienststation / Betriebs- oder Güterbahnhof | 146,2                                                             | Oelde ⊙                                         | Oelde ⊙                                         |
| Abzweig geradeaus und von rechts · Strecke |                                                                   | von Ennigerloh                                  | von Ennigerloh                                  |
| Bahnhof · Bahnhof | 155,1                                                             | Neubeckum ⊙                                     | Neubeckum ⊙                                     |
| Abzweig geradeaus und nach rechts · Strecke |                                                                   | nach Münster                                    | nach Münster                                    |
| Strecke · Abzweig geradeaus, nach links und von links |                                                                   | nach Beckum                                     | nach Beckum                                     |
| Dienststation / Betriebs- oder Güterbahnhof · Dienststation / Betriebs- oder Güterbahnhof | 155,9                                                             | Neubeckum Gbf                                   | Neubeckum Gbf                                   |
| ehemaliger Haltepunkt / Haltestelle · Strecke | 159,4                                                             | Vorhelm (PV bis Mai 1988)                       | Vorhelm (PV bis Mai 1988)                       |
| ehemaliger Bahnhof · Dienststation / Betriebs- oder Güterbahnhof | 162,5                                                             | Ahlen (Westf) Gbf                               | Ahlen (Westf) Gbf                               |
| Bahnhof · Haltepunkt / Haltestelle | 165,1                                                             | Ahlen (Westf) (Notbahnsteig auf Güterstrecke) ⊙ | Ahlen (Westf) (Notbahnsteig auf Güterstrecke) ⊙ |
| Strecke nach halblinks · Strecke nach halbrechts |                                                                   | Überwerfungsbauwerk Ahlen ⊙                     | Überwerfungsbauwerk Ahlen ⊙                     |
| Strecke von halblinks · Strecke von halbrechts |                                                                   |                                                 |                                                 |
| Haltepunkt / Haltestelle · Haltepunkt / Haltestelle | 172,3                                                             | Heessen Hp ⊙                                    | Heessen Hp ⊙                                    |
| Dienststation / Betriebs- oder Güterbahnhof · Dienststation / Betriebs- oder Güterbahnhof | 173,9                                                             | Heessen (ehem. PV)                              | Heessen (ehem. PV)                              |
| Kreuzung geradeaus unten · Abzweig geradeaus und von rechts |                                                                   | von Münster, Hamm Feldmark (Abzw)               | von Münster, Hamm Feldmark (Abzw)               |
| Abzweig geradeaus und von rechts · Strecke |                                                                   |                                                 |                                                 |
| Brücke über Wasserlauf · Brücke über Wasserlauf |                                                                   | Lippe, Datteln-Hamm-Kanal                       | Lippe, Datteln-Hamm-Kanal                       |
| Strecke · Bahnhof | 176,4                                                             | Hamm (Westf) Pbf ⊙                              | Hamm (Westf) Pbf ⊙                              |
| | 176,8                                                             | Hamm (Westf) Rbf Hvn (Abzw)                     | Hamm (Westf) Rbf Hvn (Abzw)                     |
| Strecke · Abzweig geradeaus und nach links |                                                                   | nach Warburg                                    | nach Warburg                                    |
| Strecke · Abzweig geradeaus und nach links |                                                                   | nach Hagen                                      | nach Hagen                                      |
| Abzweig geradeaus und von links · Kreuzung geradeaus unten |                                                                   | zur Strecke nach Warburg (Hamm Gallberg, Abzw)  | zur Strecke nach Warburg (Hamm Gallberg, Abzw)  |
| Dienststation / Betriebs- oder Güterbahnhof · Strecke |                                                                   | Hamm (Westf) Rbf                                | Hamm (Westf) Rbf                                |
| Abzweig geradeaus und nach rechts · Strecke |                                                                   | Güterstrecke nach Oberhausen-Osterfeld          | Güterstrecke nach Oberhausen-Osterfeld          |
| |                                                                   | Selmig Abzw                                     |                                                 |
| Strecke nach links · Kreuzung geradeaus unten |                                                                   | zur Strecke nach Hagen (Bönen Autobahn, Abzw)   | zur Strecke nach Hagen (Bönen Autobahn, Abzw)   |
| Verschwenkung nach rechts |                                                                   | Hauptstrecke nach Dortmund                      | Hauptstrecke nach Dortmund                      |
| |                                                                   |                                                 |                                                 |
| Quellen: |                                                                   |                                                 |                                                 |

Die Bahnstrecke Hamm–Minden ist eine der wichtigsten und am meisten befahrenen Eisenbahnstrecken in Deutschland. Sie ist die Hauptachse des Schienenpersonenfern-, Nah- und Güterverkehrs zwischen dem Ruhrgebiet und dem Osten Deutschlands.
Sie ist ein Teil der von der Köln-Mindener Eisenbahn-Gesellschaft (CME) gebauten Stammstrecke von Köln-Deutz nach Minden, nach der die Gesellschaft benannt wurde. Sie wurde 1847 eröffnet und seither mehrfach modernisiert und ausgebaut. Die beiden heutigen Strecken mit den VzG-Streckennummern 1700 (Personenverkehr) und 2990 (Güterverkehr) bilden den längsten viergleisigen Streckenabschnitt Deutschlands.

## Geschichte

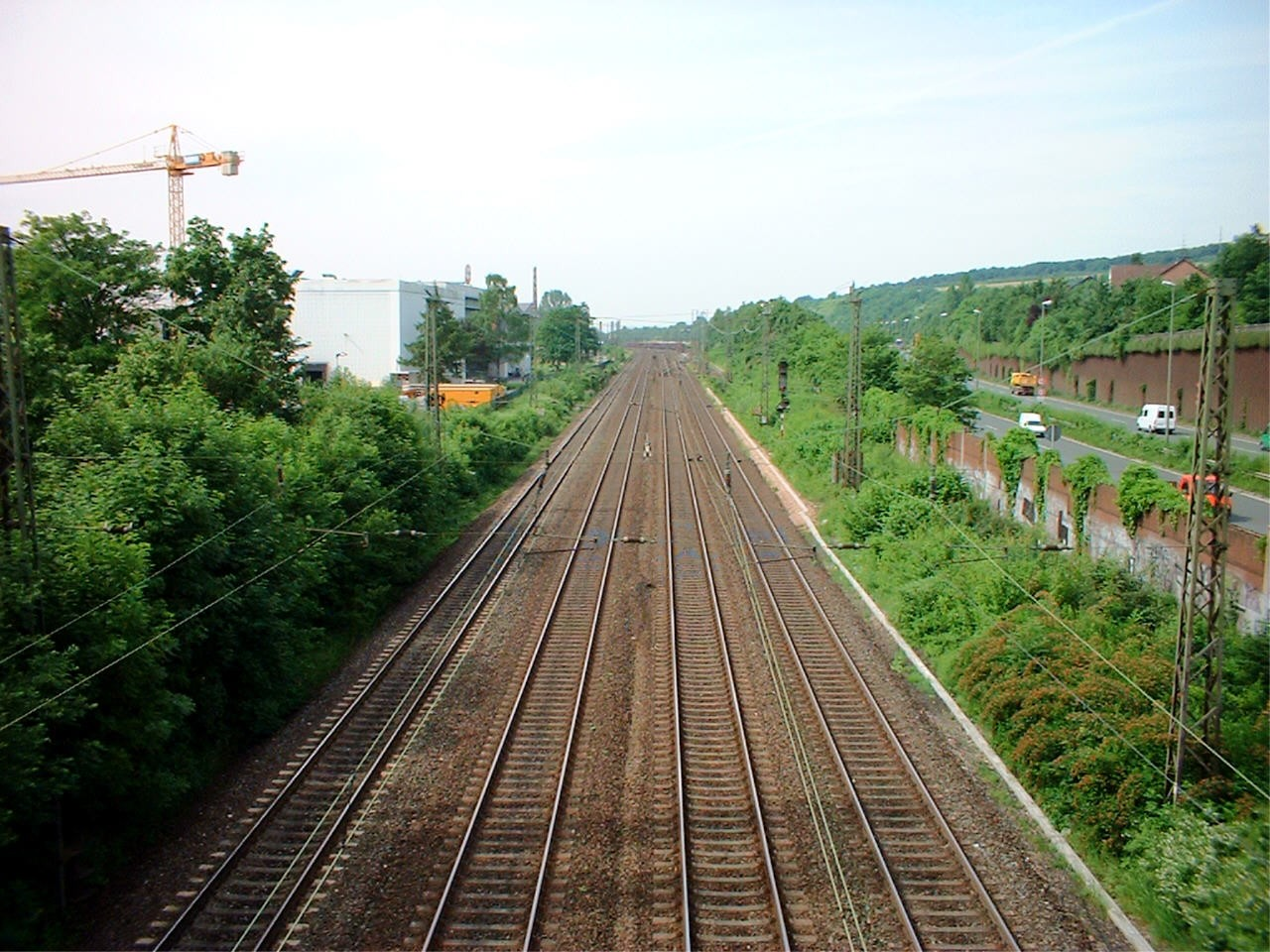
Die Hauptstrecke im Bielefelder Pass, Blickrichtung Westen

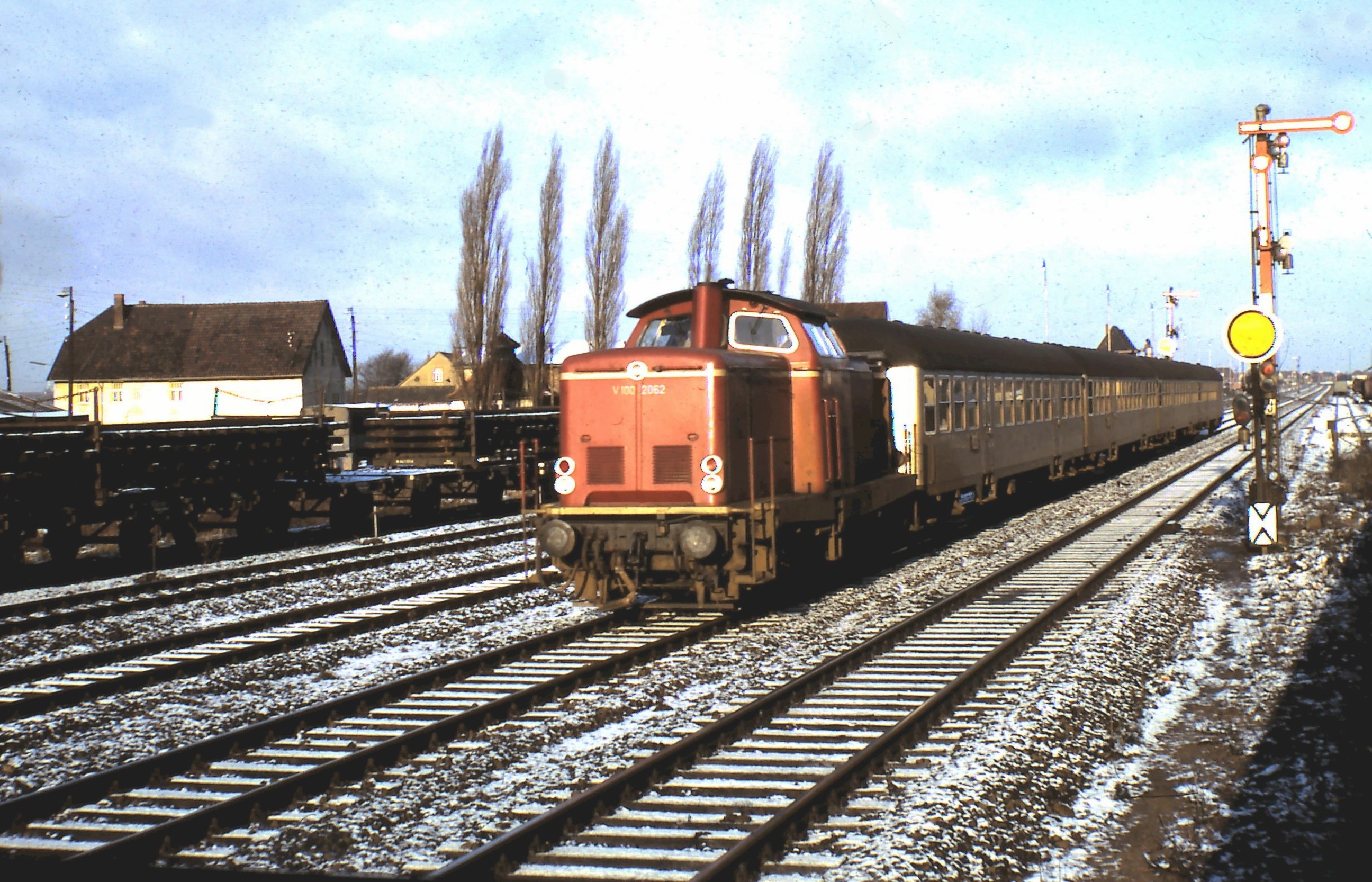
Viergleisiger Gleiskörper Hamm–Minden in Porta Westfalica, etwa 300 m nördlich des Bahnhof Porta im Jahre 1967, damals noch nicht elektrifiziert

### Gleisanlagen
Eröffnet wurde die Strecke am 15. Oktober 1847 von der Köln-Mindener Eisenbahn-Gesellschaft als letzter Teil ihrer Stammstrecke und Fortsetzung der bereits in den Vorjahren gebauten Verbindung (Köln-) Deutz – Düsseldorf – Duisburg – Dortmund – Hamm.
Die Strecke war von Anfang an zweigleisig angelegt, wenn auch manche Abschnitte in Betrieb genommen wurden, bevor das zweite Gleis fertig war. Wegen ihrer Bedeutung für den Ost-West-Verkehr in Preußen und im internationalen Verkehr wurde 1909–1916 der viergleisige Ausbau durchgeführt. Dazu wurden zahlreiche Bahnübergänge durch Unterführungen ersetzt und Bahnhofsgebäude neu gebaut, um Platz für die Strecke zu bekommen. Ein interessantes Beispiel für die sprichwörtliche „preußische Sparsamkeit“ war dabei das Überwerfungsbauwerk bei Ahlen: Die dort angeordnete Blockstelle Richterbach bediente bis zu ihrer Aufgabe einen Bahnübergang, der auf dem Bauwerk die oben liegende Personenzugstrecke höhengleich kreuzte. Heute befindet sich dort eine Straßenbrücke über dem Bahnbauwerk.
Betriebstechnisch sind es aber zwei Strecken mit jeweils zwei Gleisen, von denen die eine mit der VzG-Nummer 1700 für den Personenverkehr vorgesehen ist mit Geschwindigkeiten bis 200 km/h, während die Strecke mit der VzG-Nummer 2990 vornehmlich dem Güterverkehr dient und mit maximal 160 km/h befahren werden darf. Von Ahlen bis kurz hinter Gütersloh bilden die beiden südlichen Gleise die Strecke 2990, die beiden nördlichen die Strecke 1700, bis Heessen und ab Avenwedde ist die Schnellfahrstrecke südlich neben der Güterstrecke geführt. Wegen der zulässigen Geschwindigkeit von 200 km/h sind die Gleise der Strecke 1700 mit linienförmiger Zugbeeinflussung ausgerüstet. Die Züge des Regionalverkehrs benutzen in der Regel wie die schnellfahrenden Reisezüge die Strecke 1700, nur an deren Gleisen gibt es an allen Zugangsstellen auch Bahnsteige. Ungewöhnlich für Strecken mit linienförmiger Zugbeeinflussung ist der nicht vorhandene Gleiswechselbetrieb. Auf beiden Strecken besteht nur die Möglichkeit, Linksfahrten im signalisierten Falschfahrbetrieb, seit etwa 2005 Befahren des Gegengleises mit Zs 8 genannt, durchzuführen. 

### Elektrifizierung

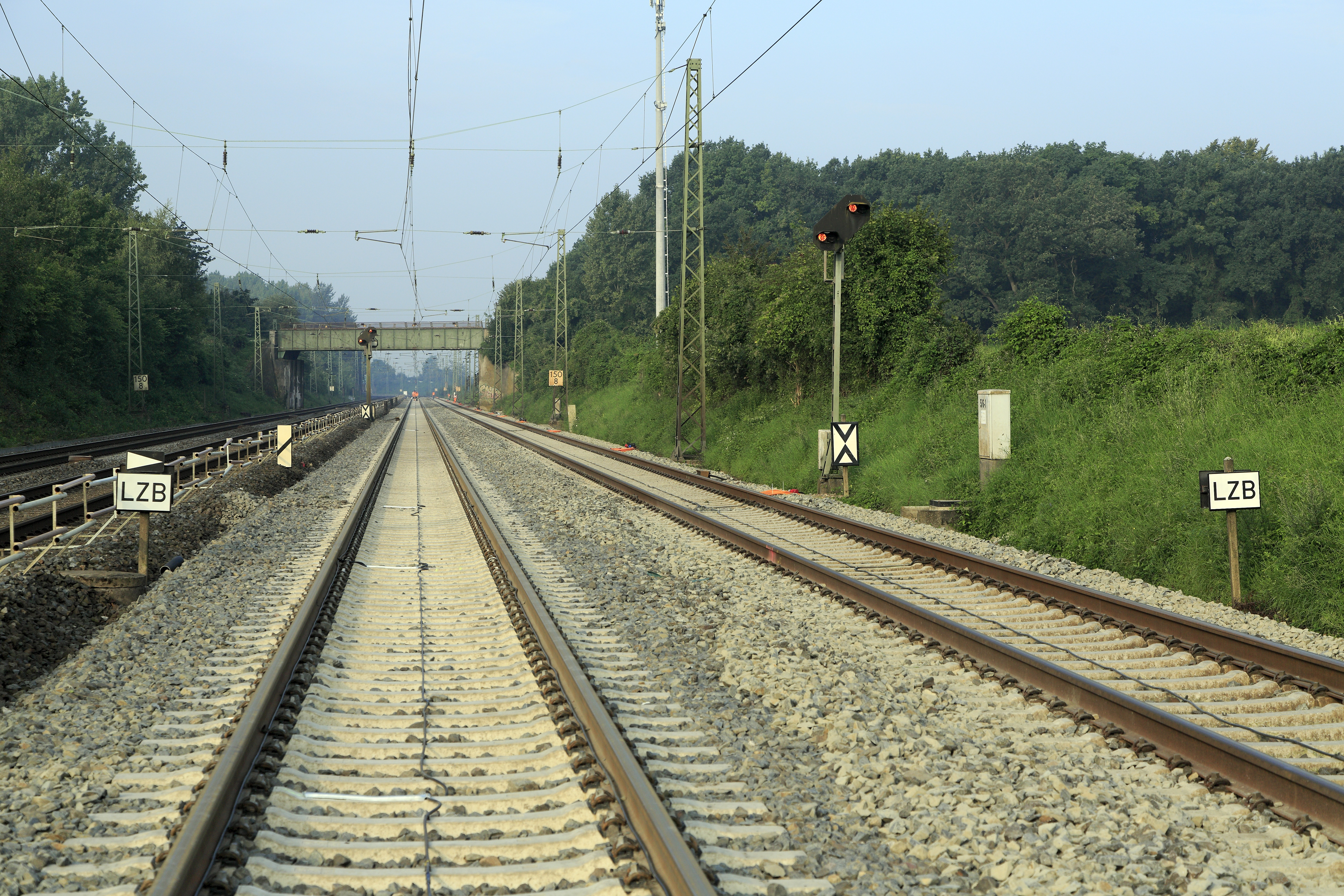
LZB-Bereichskennungswechsel am Kilometer 149,7 und Fahrleitung Re 200 mit Quertragwerken

Elektrifiziert wurde das Streckenpaar Mitte der 1960er Jahre. Der erste mit der elektrischen Lokomotive E 10 438 bespannte Probezug fuhr am 25. September 1968; der offizielle Eröffnungssonderzug verkehrte am 29. September 1968 mit der 112 498. Seit diesem Tag ist die Fahrleitung im Abschnitt zwischen Hamm und Wunstorf regulär in Betrieb und die wichtige Verbindung zwischen dem Ruhrgebiet und Hannover durchgehend elektrisch befahrbar. Die Fahrleitung ist trotz der Geschwindigkeit von 200 km/h der Strecke 1700 zu großen Teilen an Quertragwerken aufgehängt, das erfolgte in diesem Umfang im deutschen Netz zum letzten Mal.

### Schnellfahr-Versuchsstrecke
Der erste Bundesverkehrswegeplan (1973) führte die Ausbaustrecke Dortmund – Hannover – Braunschweig als eines von acht geplanten Ausbauvorhaben im Bereich der Schienenwege.
Bereits im gleichen Jahr stand ein 28 km langer Versuchsabschnitt zwischen Gütersloh und Neubeckum zur Verfügung, auf dem versuchsweise Schnellfahrten mit bis zu 250 km/h erfolgten. Als Versuchslokomotive kam zunächst die 103 118 zum Einsatz, die mit einer speziellen Getriebeübersetzung für eine Höchstgeschwindigkeit 265 km/h zugelassen wurde. Darüber hinaus wurde für die Schnellfahrversuche ein Fahrleitungs- und zwei Einheitsmesswagen neu entwickelt und gebaut. Die kleinsten Bogenradien lagen bei 3300 Metern, die Überhöhung bei bis zu 120 Millimetern. Erprobt wurden verschiedene Bauformen von Oberbau (darunter auch Feste Fahrbahn), Fahrleitung und Weichen.
Im September 1973 erreichte ein Versuchszug zwischen Gütersloh und Neubeckum eine Geschwindigkeit von 252,9 km/h. Bis Ende 1978 wurden rund 500 Messfahrten durchgeführt.
Dem Versuchsabschnitt kam eine besondere Bedeutung zu, nachdem Ende der 1970er Jahre die geplante Nationale Versuchsanlage für Verkehrstechniken gescheitert war.

### Schnellfahr-Ausbaustrecke
Als eine der ersten Schnellfahrstrecken in Deutschland wurde 1980 ein 58,0 Kilometer langer Abschnitt zwischen Hamm und Brackwede für fahrplanmäßige Fahrten von 200 km/h freigegeben.
Mitte 1985 stellte ein Versuchszug des Bundesbahn-Zentralamts Minden, der von der mit einer speziellen Getriebeübersetzung versehenen 103 003 gezogen wurde, auf der Strecke zwischen Brackwede und Neubeckum mit einer Geschwindigkeit von 283 km/h einen Geschwindigkeitsrekord im deutschen Eisenbahnnetz auf.
Am 26. November 1985, um 11:29 Uhr, erreichte der mit Fahrgästen voll besetzte InterCityExperimental im Streckenabschnitt Gütersloh–Hamm eine Geschwindigkeit von 317 km/h. Der Zug stellte damit einen neuen deutschen Rekord für Rad/Schiene-Fahrzeuge sowie einen Weltrekord für Drehstrom-Schienenfahrzeuge auf. Die Rekordfahrt erfolgte, ebenso wie die vorausgegangenen Hochgeschwindigkeitsfahrten, unter erheblichen Sicherheitsvorkehrungen: Für jede Fahrt wurden alle Signale im Versuchsabschnitt vor der Abfahrt in Fahrtstellung gebracht und das benachbarte Gleis gesperrt. Nach jeder Fahrt wurden die Schienen durch einen Prüfzug per Ultraschall kontrolliert, ein Triebwagen zur Reparatur der Oberleitung stand in Bereitschaft. Bei der Rekordfahrt fuhr eine Angstlok dem Zug voraus, eine weitere folgte dem ICE-Vorläuferzug. Alle Brücken und Bahnhöfe der Strecke wurden darüber hinaus bewacht.

## Streckenverlauf
Hamm Hauptbahnhof wird nordwärts, Lippe und Datteln-Hamm-Kanal überbrückend, verlassen und dann bei Heessen geradlinig Richtung Nordosten abgedreht. Bei Ahlen passiert man die Werseniederung, nahezu schnurgerade geht es dann weiter bis Rheda-Wiedenbrück, wo die Ems überbrückt wird.
Über den Bielefelder Pass bei Brackwede wird der Teutoburger Wald durchschnitten. Die Strecke quert das Stadtgebiet von Bielefeld und geht dann ins Ravensberger Hügelland über. Um zu große Steigungen zu vermeiden, wurde die Linienführung bei Brake bereits geländeadaptiert an Hügel gelegt, was den Schildesche Viadukt zur Querung eines Seitentals erforderlich machte. Ab Brake verläuft die Strecke an der Westseite des Aatals, ab Herford des Werretals. Bei Falscheide quert die Strecke die Werre und biegt mit ihr – nunmehr am südlichen Talboden geführt – ostwärts Richtung Bad Oeynhausen ab. Dort wird die Weser überquert, der die Strecke am rechten Ufer durch die Porta Westfalica bis nach Minden folgt.

## Schwere Unfälle
- Am 21. Januar 1851 entgleiste ein Zug von Minden ins Rheinland im Bereich des heutigen Haltepunktes Isselhorst-Avenwedde. Drei Todesopfer waren die Folge. Es war der bis dahin schwerste Eisenbahnunfall in Deutschland. In dem Zug reiste auch Prinz Friedrich Wilhelm von Preußen, der spätere Kaiser Friedrich III., der aber nur leicht verletzt wurde. Als Dank für seine Rettung bei dem Eisenbahnunglück stiftete er 1860 den Zinkdruckguss eines Taufengels von Bertel Thorvaldsen für die Martin-Luther-Kirche in Gütersloh. Als technische Schlussfolgerung aus dem Unfall wurden schnellfahrende Lokomotiven hinfort mit längeren Achsständen gebaut, die ein Entgleisen aufgrund von Eigenschwingung verhinderten. → Hauptartikel: Eisenbahnunfall von Avenwedde
- Am 3. Dezember 1917 riss bei Heessen eine Kupplung in einem Zug, der italienische Kriegsgefangene transportierte. Ein Schnellzug fuhr in die zurückgelassene Wagengruppe. Fahrzeuge entgleisten und ragten auch in das Lichtraumprofil des Gleises der Gegenrichtung. Hier fuhr ein Güterzug in die Trümmer. 38 Menschen starben. → Hauptartikel: Eisenbahnunfall von Heessen
- Am 20. Januar 1944 fuhr der Schnellzug mit Wehrmachtsteil DmW 103 von Aachen nach Berlin östlich des Bahnhofs Porta (seit 1984: Porta Westfalica) aufgrund eines Fahrdienstleiterfehlers auf den durch eine Notbremsung zum Halten gekommenen Schnellzug D 3 von Köln nach Berlin auf. 79 Menschen starben, 64 wurden – zum Teil schwer – verletzt.

- Im Bahnhof Brackwede kam es am 17. April 1974 zum Unfall mit einem Güterzug. 18 mit Superbenzin gefüllte Kesselwagen entgleisten und explodierten.[16]
- Am 5. Januar 2010 entgleiste ein Güterzug im Bahnhof Neubeckum. Die Strecke war mehrere Tage lang gesperrt. Durch diese und eine weitere Entgleisung nahe Vennebeck einen Tag später kam es zu erheblichen Beeinträchtigungen im Schienenverkehr zwischen dem Ruhrgebiet und Berlin.

## Brücken

### Schildescher Viadukt

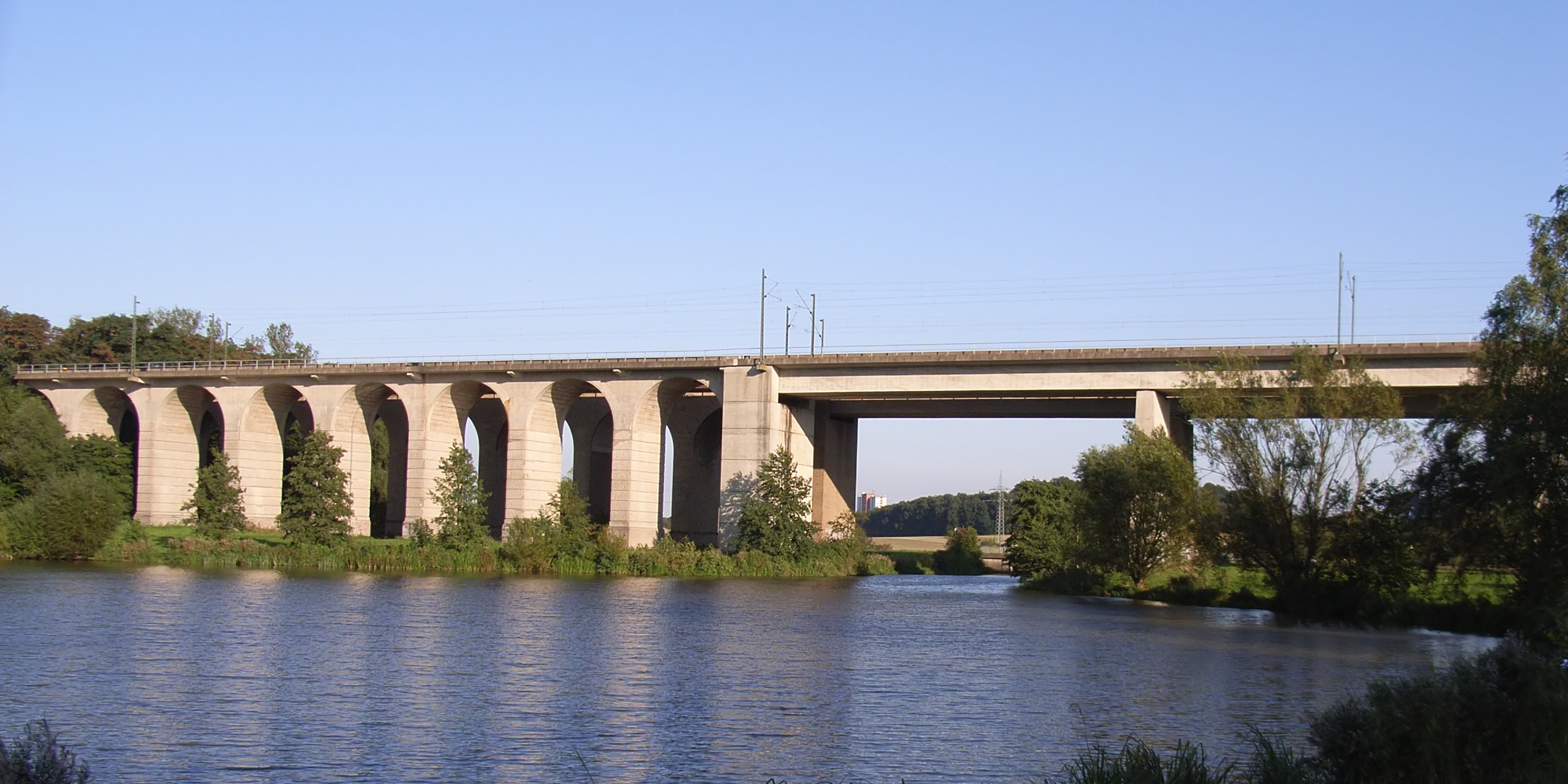
Schildescher Viadukt; Blick über den Obersee Richtung Südosten

Ein bemerkenswertes Brückenbauwerk im Verlauf der Stammstrecke ist der Viadukt im Bielefelder Stadtbezirk Schildesche. Das ursprüngliche Bauwerk wurde 1847 zweigleisig mit 28 Bögen fertiggestellt und 1917 durch eine zweite weitgehend baugleiche Brücke ergänzt. Im Zweiten Weltkrieg war der Viadukt seit Sommer 1941 und verstärkt ab Herbst 1944 Ziel von Luftangriffen. Am 14. März 1945 wurde der Viadukt durch eine Grand-Slam-Bombe zerstört. Die Brücke für den Güterverkehr erhielt von 1947 bis 1983 eine provisorische Stahlstrebenkonstruktion. Bereits ab Ende 1944 wurde der Personenverkehr über eine Umfahrungsstrecke, die so genannte „Gummibahn“, umgeleitet. Diese Umleitung blieb bestehen, bis die Brücke für die Personengleise 1964 wieder eröffnet werden konnte.

### Weserbrücke
Die Weserbrücke bei Rehme wurde am 23. März 1945 durch einen Luftangriff zerstört. Die nach dem Krieg aufgebaute Brücke war nur zweigleisig ausgelegt, sodass der Verkehr zwischen dem Bahnhof Bad Oeynhausen und Vennebeck eine zweigleisige Engstelle aufwies. Dieser Zustand endete erst mit dem Neubau der Weserbrücke (52° 12′ 43,3″ N, 8° 51′ 4,3″ O) im Dezember 1984.

## Bedienung
Im Personenfernverkehr erfolgt die Bedienung im Stundentakt durch die Intercity-Express-Linie 10 Berlin – Hannover – Hamm, nach Flügelung weiter Dortmund – Duisburg – Köln/Bonn Flughafen bzw. Wuppertal – Köln – Bonn (teilweise bis Koblenz), sowie mehrerer IC-Züge verschiedener Linien, wie z. B. im Zweistundentakt auf der Relation Köln – Wuppertal – Hamm – Hannover – Magdeburg – Leipzig.
Im Personennahverkehr besteht durch den Regional-Express RE 6 „Rhein-Weser-Express“ (Köln-Minden) auf der gesamten Strecke ein Stundentakt, der durch weitere Linien von und nach Bielefeld zu einem Halbstundentakt verdichtet wird: Der Abschnitt Hamm – Bielefeld wird von der Regionalbahnlinie RB 69 „Ems-Börde-Bahn“ (aus Münster) genutzt, der Abschnitt Bielefeld – Minden abwechselnd vom RE 70 „Weser-Leine-Express“ (nach Braunschweig) und vom RE 78 „Porta-Express“ (nach Nienburg). Das Angebot wird zwischen Rheda-Wiedenbrück und Herford durch abzweigende Regionalbahnlinien ergänzt.

## Trivia

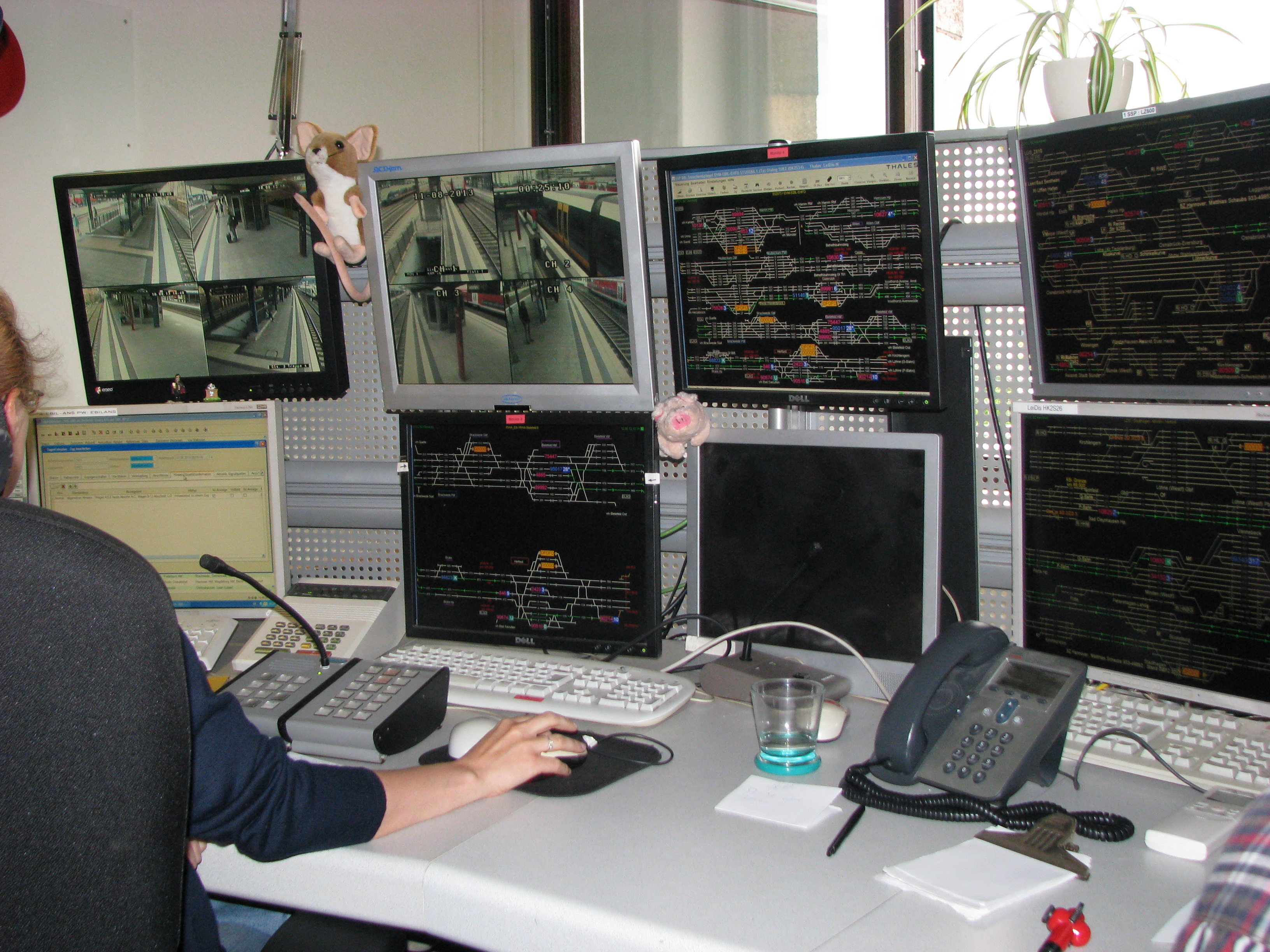
Zugansage im Bielefelder Hauptbahnhof

Die Zugansagen auf den Bahnhöfen Isselhorst-Avenwedde, Gütersloh Hbf, Rheda-Wiedenbrück, Oelde, Neubeckum, Ahlen und Heessen werden zentral von zwei Mitarbeitern im Schichtdienst durchgeführt, die ihren Arbeitsplatz im Bielefelder Hauptbahnhof haben. Diese zwei Mitarbeiter sind ebenfalls dafür verantwortlich, dass auf den oben genannten Bahnhöfen Warnansagen bei schnellfahrenden ICE- und IC-Zügen gemacht werden.